# Guillotine de Lucerne
La guillotine de Lucerne est une guillotine construite en 1836 pour les exécutions capitales en Suisse. Elle était appelée la guillotine de Zurich jusqu'en 1869. Elle est conservée au musée historique de Lucerne (de).
Quinze exécutions capitales ont eu lieu avec cette guillotine : à Zurich six fois jusqu’en 1865,, puis neuf fois dans plusieurs cantons alémaniques de 1879 à 1940. Depuis la réintroduction de la peine de mort en 1879 jusqu'à son abolition en 1942, c’était l’unique guillotine en service en Suisse. La dernière exécution a eu lieu le 18 octobre 1940 dans le canton d'Obwald.

## Description
La guillotine est basée sur une charpente en bois de chêne qui peut être démontée et transportée dans trois caisses. Le bâti mesure 3,93 m de haut. La lame roule sur deux rails en acier fixés à l'intérieur du cadre en bois. La géométrie du guide rend presque impossible une inclinaison défectueuse du tranchant. La lunette est dotée d'un fermoir, elle est conçue pour entourer entièrement le cou du condamné.
Une caisse en bois accompagne la guillotine. Munie de petites roues en bois, elle pouvait être glissée sous la table. Destinée à recevoir le corps du condamné, elle mesure 189 cm de long, 51 cm de large et 32 cm de haut. Des tissus noirs sont aussi livrés avec la guillotine, afin de donner un aspect digne au lieu d'exécution.
Des instructions détaillées avec un plan à l'échelle 1:5 facilitent le montage, le démontage et l'utilisation de la guillotine. Ce plan comprend également une grande estrade de 4,50 par 2,90 m de large, avec un plancher situé à 1,70 m du sol. Avec sa rambarde et son escalier, cet échafaud (en allemand Schafott) témoigne de l'ancienne tradition d'exhiber le supplicié, visant à donner à la peine de mort un effet dissuasif. Une telle estrade n’existe pas sur les photographies du XXe siècle, sauf peut-être à Fribourg en 1902 où une plateforme d’environ 50 cm de haut est visible, mais sans espace autour pour un éventuel public.
Sur la caisse en bois conservée à Lucerne et contenant la lame originale se trouve une note manuscrite (traduction en français) : « Utilisé : À Lucerne Muff Tobias le 2 mai 1910 au matin à 9 heures. Lucerne, 20 janvier 1915 Wütschert Anselm 9 heures. À Altdorf : Bernet Clemens, 22 octobre 1924. À Zoug : Paul Irniger, né le 4 novembre 1913, le 25 août 1939, 17 heures. À Sarnen : Vollenweider Hans, né le 11 février 1908, le 18 octobre 1940, à 1h55 »,.

## Histoire
Un nouveau code pénal entre en vigueur dans le canton de Zurich en 1835, dès lors, seule la guillotine pourra être utilisée lors des exécutions capitales. Zurich envoie en janvier 1836 le menuisier Johann Bücheler de Kloten à Genève, pour y réaliser une copie de la guillotine de cette ville. Bücheler se fait expliquer son fonctionnement, il mesure toutes ses pièces avec l’aide d’assistants, puis les reproduit. Il aurait logé à l'hôtel « Lion d'Or », et se serait montré généreux en pourboires. Après six semaines de travaux, les pièces de la réplique sont rangées dans des caisses en bois pour le transport jusqu’à Zurich. Ce sont les détenus de la prison d'Oetenbach à Zurich qui reconstruisent la machine en mars 1836, en présence de la police, puis un test est fait avec un mouton. La guillotine coûte au canton de Zurich 1 555 francs, comprenant les salaires, les frais, le matériel et l'hébergement,.
À la suite de cette entreprise, Bücheler a été ostracisé et ne trouva plus de travail. Il construit en 1840 un modèle à échelle réduite (1,20 m ou 1,50 m de haut selon les sources), fonctionnel, à titre démonstratif pour tenter d'initier d'autres commandes et pour être exposée. Cependant les autorités de Kloten ont confisqué ce modèle réduit, qui est conservé finalement au Musée de la criminalité de la police cantonale de Zurich.
Il existait peut-être un problème technique avec la guillotine de Zurich, car en 1845 le canton chargea la société Escher Wyss de la rendre fonctionnelle, ce qui a coûté 821 francs[réf. nécessaire]. À Zurich sont exécutés le 15 juillet 1845 Jakob Lattmann et Heinrich Sennhauser, le 2 juillet 1856 Jakob Bosshard et Jakob Reinberger, le 26 octobre 1859
Hans Jakob Kündig, et le 10 mai 1865 Heinrich Götti. Ils avaient entre 21 et 39 ans.
Le canton de Zurich vend sa guillotine au canton de Schaffhouse en décembre 1863, pour 2 200 francs. Elle n'y fut jamais utilisée, mais a été louée à plusieurs reprises à d'autres cantons. À la suite d'une condamnation à mort en 1904 dans le canton de Lucerne, ce canton fait une nouvelle demande de prêt à Schaffhouse. Cette demande est refusée car après la dernière exécution à Lucerne, l'engin avait été restitué « dans un état non nettoyé ». En conséquence, le canton de Lucerne décide d’acheter la guillotine de Schaffhouse, pour 1 000 francs. Elle est dès lors empruntée au canton de Lucerne pour toutes les exécutions qui ont suivi.
En 1865, il y aurait eu 15 000 personnes pour assister à l’exécution du meurtrier Heinrich Götti à Zurich. Les exécutions avaient généralement lieu en public avant 1874, mais après le rétablissement de la peine de mort, tous les codes pénaux cantonaux concernés ont imposé les exécutions à huis clos[réf. nécessaire].
La dernière exécution, en octobre 1940, a coûté en tout 600,75 francs au canton d'Obwald pour la location, la surveillance, les indemnités aux policiers pendant le procès, aux médecins, au clergé et aux bourreaux[réf. nécessaire].
La guillotine de Lucerne aura finalement été utilisée dans les cantons de Zurich de 1856 à 1865, Lucerne de 1892 à 1915, Schwytz en 1894, Fribourg en 1902, Uri en 1924, Zoug en 1939 et Obwald en 1940 .

## Contexte juridique et politique
Avant 1942, tous les cantons suisses avaient leur propre droit pénal. L'exécution avec la guillotine, et non l’épée, entre en vigueur à Zurich en 1835. Dans la Constitution fédérale de 1848, la peine de mort pour délits politiques a été interdite, puis abolie pour tous les délits lors de la révision totale qui aboutit à la Constitution fédérale de 1874. Certains cantons ont introduit l'abolition plus tôt : Fribourg en 1868, Neuchâtel en 1864, Zurich en 1869, Tessin et Genève en 1871, Bâle-Ville en 1872, Bâle-Campagne en 1873 et Soleure en 1874. Cependant la peine de mort, à l'exception des délits politiques, est réintroduite dans le droit suisse à la suite d'un référendum en 1879. Cette possibilité est appliquée par dix cantons et demi-cantons qui réintroduisent la peine de mort.
Le 21 décembre 1937, l'Assemblée fédérale adopte un Code pénal valable dans toute la Suisse, et abroge les codes pénaux cantonaux, qui implique l'abolition définitive de la peine de mort. Ce code pénal entre en vigueur le 1er janvier 1942. Lors de la votation du 3 juillet 1938, les électeurs suisses se sont prononcés à 54 % en faveur de ce nouveau droit pénal, valable dans toute la Suisse, et abolissant la peine de mort (en temps de paix).
Pendant la Seconde Guerre mondiale, 17 exécutions ont eu lieu de 1942 à 1944 sur la base du code pénal militaire, avec des pelotons d'exécution.
La peine de mort est abolie complètement en 1992, même en temps de guerre.

## Autres guillotines en Suisse
La guillotine était utilisée à Genève déjà peu après la Révolution française. Construite en 1799, 33 exécutions ont lieu à Genève jusqu’en 1813.
Puis Jacques Machon et Claude Menoud sont décapités le 9 mars 1821, Alexandre Debogis le 18 avril 1828, Louis-Frédéric Richard le 11 juin 1850, Claude Vary le 25 mai 1861, et finalement la dernière exécution capitale à Genève a lieu le 24 avril 1862 avec Maurice Elcy,.
Le code pénal lucernois de 1836 stipule que « La peine de mort est exécutée par décapitation au moyen de la guillotine sur la place d'exécution publique ». Le même Bücheler qui a construit la guillotine de Zurich est appelé en mai 1836 à construire une guillotine identique. Le 12 juin 1841, 47 citoyens lucernois déposent une requête auprès des autorités, ils reprochent à cette machine d'être un « instrument de meurtre révolutionnaire ». Il est décidé le 10 mars 1842 de revenir à la décapitation traditionnelle à l’épée, sur la place publique. Cette guillotine est détruite le 18 avril 1842, elle n'a jamais servi,.

## Galerie

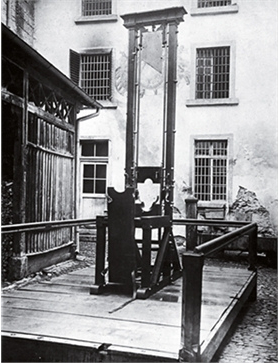
À Fribourg en 1902
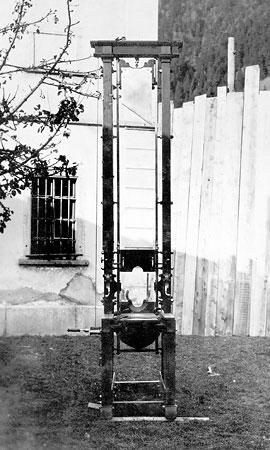
À Altdorf en 1924
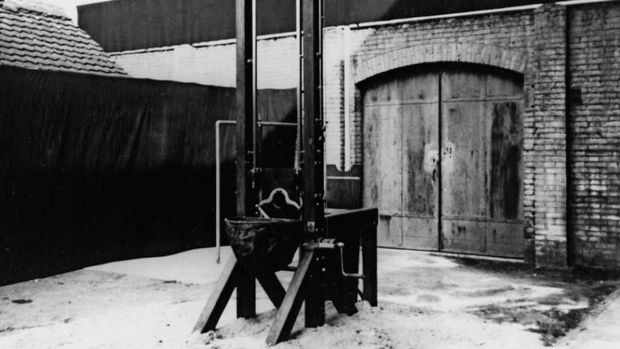
À Zoug en 1939
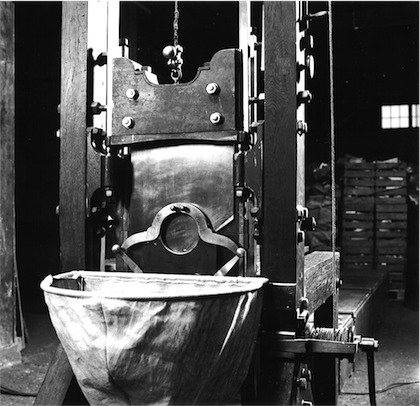
Lame positionnée dans la lunette
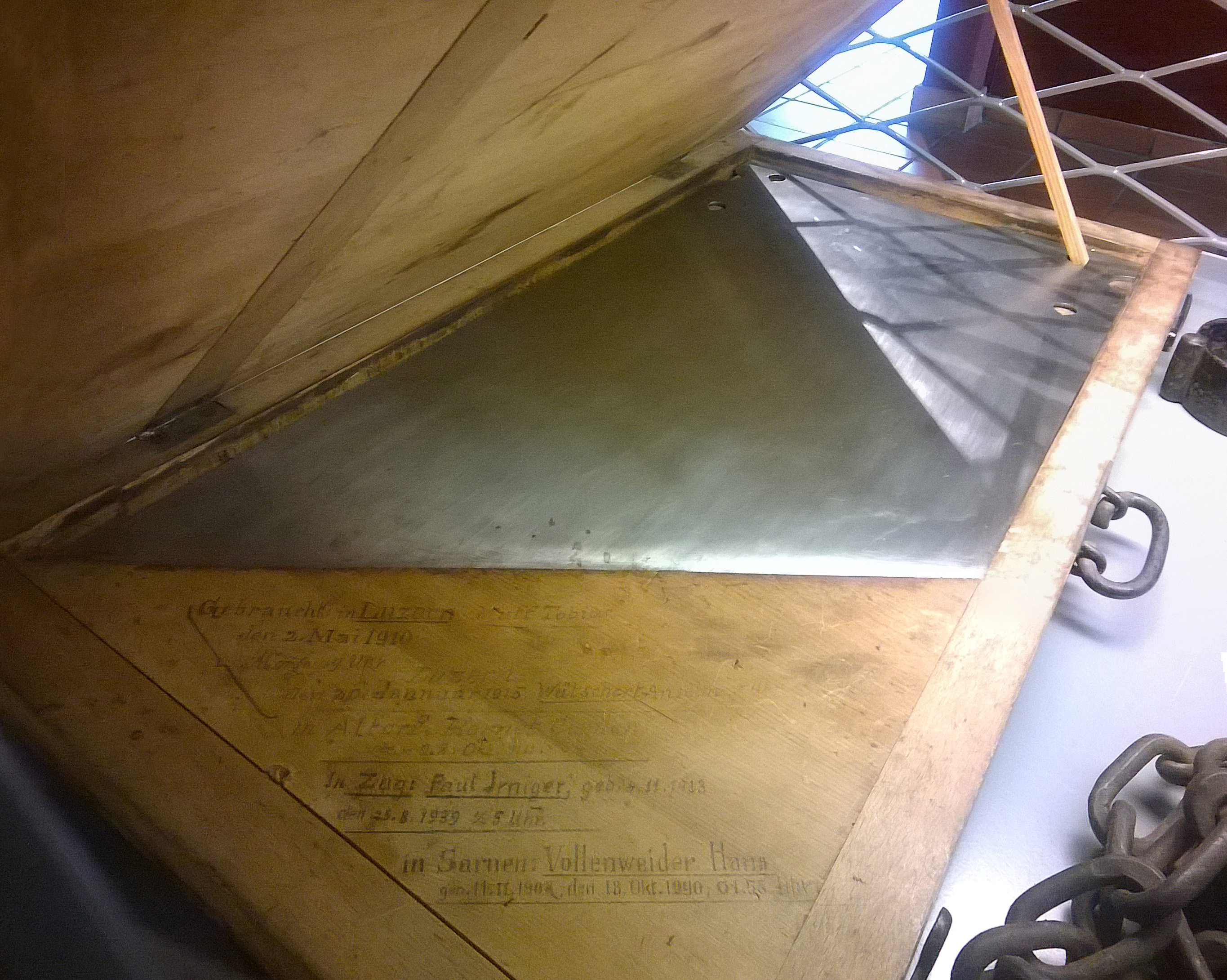
Lame conservée au musée de Lucerne